# ارنست گرفنبرگ
 ارنست گرفنبرگ (انگلیسی: Ernst Gräfenberg؛ ۲۶ سپتامبر ۱۸۸۱ – ۲۸ اکتبر ۱۹۵۷) پزشک و دانشمند یهودی با تابعیت ایالات متحده امریکا و زاده آلمان بود. او بخاطر پژوهشهایش روی ارگاسم جنسی در زنان و نیز اختراع آی‌یودی شناخته‌شده‌است. نام موضع جی از نام او گرفته شده‌است.